# ゼイビアー・カーター
ゼイビアー・カーター (Xavier "PeeWee" Carter、1985年12月8日-)は、アメリカ合衆国フロリダ州出身の陸上競技選手である。Xカーターの異名を持つ彼は100mから400mまでこなせる選手であり、2006年の全米大学選手権では100m、200m、リレー2種目を制し4冠を達成した。4冠は、1936年のジェシー・オーエンスが達成して以来である。
同年7月には、スイスのローザンヌで行われたグランプリ大会で、マイケル・ジョンソンが1996年アトランタオリンピックで出した19秒32に次ぐ、19秒63の世界歴代2位(当時)の記録を達成した。 

## 自己ベスト
| 種目 | 記録               | 年月日        | 場所             | 備考        |
| 屋外 | 屋外               | 屋外          | 屋外             | 屋外        |
| ---- | ------------------ | ------------- | ---------------- | ----------- |
| 100m | 10秒00 （+1.6m/s） | 2008年6月28日 | ユージーン       |             |
| 200m | 19秒63 （+0.4m/s） | 2006年7月11日 | ローザンヌ       | 世界歴代7位 |
| 300m | 31秒93             | 2009年6月7日  | ユージーン       |             |
| 400m | 44秒53             | 2006年6月10日 | サクラメント     |             |
| 室内 |                    |               |                  |             |
| 60m  | 6秒74              | 2005年2月26日 | フェイエットビル |             |
| 200m | 20秒30             | 2006年3月10日 | フェイエットビル |             |
| 400m | 45秒28             | 2006年3月11日 | フェイエットビル |             |

## 主要大会成績
| 年   | 大会                                             | 場所               | 種目 | 結果   | 記録            |
| ---- | ------------------------------------------------ | ------------------ | ---- | ------ | --------------- |
| 2005 | 全米陸上競技選手権大会                           | カーソン           | 200m | 9位    | 20秒71 （-0.9） |
| 2007 | 全米陸上競技選手権大会                           | インディアナポリス | 200m | 準決勝 | DNF             |
| 2008 | 全米陸上競技選手権大会                           | ユージーン         | 100m | 8位    | 10秒11 （+4.1） |
| 2008 | 全米陸上競技選手権大会                           | ユージーン         | 200m | 決勝   | DNS             |
| 2009 | 全米陸上競技選手権大会                           | ユージーン         | 200m | 5位    | 20秒09 （+3.3） |
| 2009 | 全米陸上競技選手権大会                           | ユージーン         | 400m | 準決勝 | 45秒55          |
| 2010 | ダイヤモンドリーグ・ゴールデンガラ               | ローマ             | 200m | 4位    | 20秒60 （+0.5） |
| 2010 | 全米陸上競技選手権大会                           | デモイン           | 200m | 3位    | 20秒29 （+2.9） |
| 2010 | ダイヤモンドリーグ・プレフォンテインクラシック   | ユージーン         | 200m | 4位    | 20秒30 （+1.8） |
| 2010 | ダイヤモンドリーグ・アスレティッシマ             | ローザンヌ         | 200m | 3位    | 20秒15 （+0.4） |
| 2010 | ダイヤモンドリーグ・ヘラクレス                   | モナコ             | 200m | 4位    | 20秒14 （+0.1） |
| 2010 | ダイヤモンドリーグ・ロンドングランプリ           | ロンドン           | 200m | 6位    | 20秒74 （-0.6） |
| 2010 | ダイヤモンドリーグ・ヴェルトクラッセチューリッヒ | チューリッヒ       | 200m | 6位    | 20秒38 （+0.4） |
| 2011 | ダイヤモンドリーグ・プレフォンテインクラシック   | ユージーン         | 200m | 5位    | 20秒55 （+1.1） |
| 2011 | 全米陸上競技選手権大会                           | ユージーン         | 200m | 準決勝 | 20秒53 （+0.9） |